# Rodica Frîntu
Rodica Frîntu (29 marzo 1960) è un'ex canottiera rumena, vincitrice della medaglia di bronzo nell'otto a Mosca 1980.
In carriera vanta, sempre nell'otto, un bronzo mondiale a Monaco di Baviera 1981.

## Palmarès
- Giochi olimpici

Mosca 1980: bronzo nell'otto.
- Campionati mondiali di canottaggio

Monaco di Baviera 1981: bronzo nell'otto.